# 塔尔戈里亚節
塔尔戈里亚節（羅馬化：Thargelia）是在雅典为了纪念提洛的阿波罗和阿尔忒弥斯而举办的首要节日之一，时间在每年萨尔格里昂月（大约5月24日和5月25日）的第6天和第7天。